# Avatar Air Glider
Avatar Air Glider is een Giant Sky Chaser in het Duitse attractiepark Movie Park Germany.
Avatar Air Glider staat in het themagebied Nickland en is gebaseerd op het tv-programma Avatar: De Legende van Aang.
De attractie heeft veel weg van een paratrooper, maar in plaats dat bezoekers zitten, liggen bezoekers in een rij van vier personen naast elkaar, waardoor het effect van vliegen versterkt wordt. Dit attractietype wordt daarom ook wel een Giant Sky Chaser genoemd en is de eerste van zijn soort ter wereld. Om de attractie zo veel mogelijk aantrekkelijk te houden voor jonge bezoekers heeft de attractie een lage snelheid.
Vanwege speciale veiligheidsbeugels, omdat de bezoekers liggen, duurt het in- en uitstappen van de attractie over het algemeen lang. De theoretische capaciteit van 800 personen per uur ligt daarom waarschijnlijk lager.